# Reconquista, Santa Fe
Reconquista este un oraș în Argentina. Orașul cu 103.500 de locuitori (in 2010)

## Personalități marcante
- Gabriel Batistuta

## cluburi celebre
- Club Atlético Adelante